# Поляков, Алексей Иванович
Алексе́й Ива́нович Поляко́в ― украинский художник-пейзажист, Заслуженный художник Украины (1996), Народный художник Украины (2009).

## Биография
Родился 27 августа 1943 года в селе Калиново Ворошиловоградской области. Был шестым ребёнком в семье. С первых школьных лет увлёкся рисованием, но поступить после школы в художественное училище не смог («по бедности»). После школы, в 1960 году, учился в Кадиевском техническом училище. В 1962 году был призван в СА. Службу проходил в ГДР.
Армия неожиданно утвердила его в намерении стать художником: четыре картины Полякова, художника одной из воинских частей Группы Советских войск в Германии, участвовавшие в выставке «20 лет Победы Советской армии» (1965 г., Берлин), были замечены и сделали автора дипломантом выставки. После демобилизации безуспешно пытался поступить в Суриковский институт и институт культуры им. Крупской.
В 1965 году вернулся на родину и, спустя некоторое время, переехал жить в Донецк. Работал художником ДК, оформителем, художником-исполнителем в художественном фонде Донецкой организации НСХУ, обучался рисунку и живописи в изостудии ДК им. Франко.
В 1972 году впервые принял участие в выставке областной организации СХУ. В 1974 году прошла первая персональная выставка художника (г. Донецк). С 1976 года участвовал в республиканских, а с 1978 года — всесоюзных выставках молодых художников.
Картины А. И. Полякова хранятся в Донецком областном художественном музеее, Горловском художественном музее, Запорожском областном художественном музее, Государственной Третьяковской галерее.

## Выставки
- 1965 — Всеармейская выставка художников Группы Советских войск в Германии (дипломант выставки). ГДР, Берлин
- 1972 — Донецкая областная художественная выставка (впервые участвует в выставке художников-профессионалов).
- 1974 — Первая персональная выставка. Донецк.
- 1976 — Республиканская художественная выставка «Молодость республики». Киев.
- 1978 — Всесоюзная молодёжная выставка «Страна родная». Москва.
- 1980 — Республиканская художественная выставка «Олимпиада-80». Киев.
- 1991 — Сотрудничество с галереей «Искусство Донбасса». Выставки в Киеве, Донецке, Ялте.
- 2000 — Выставка группы «Красный Оскол». Донецк.
- 2003 ― Большая юбилейная персональная выставка. Донецкий областной художественный музей
- 2003, 2005 — Выставки участников пленэра «Хортица сквозь века». Киев.
- 2003, 2006 — Выставка-конкурс «Донбасс, дончане». Донецк.